# Аттіла Репка
Аттіла Репка (угор. Repka Attila; нар. 10 січня 1968, Мішкольц, Угорська Народна Республіка) — угорський борець греко-римського стилю, срібний та бронзовий призер чемпіонатів світу, чотириразовий чемпіон, срібний та бронзовий призер чемпіонатів Європи, чемпіон Олімпійських ігор.

## Біографія
Боротьбою почав займатися з 1978 року. Чемпіон світу з греко-римської боротьби 1986 року серед юніорів. На цьому ж турнірі взяв участь у змаганнях з вільної боротьби, де посів призове третє місце. Також здобув бронзову нагороду на чемпіонаті Європи з вільної боротьби 1986 року серед молоді. В подальшому на міжнародній арені брав участь лише у змаганнях з греко-римської боротьби. Виступав за борцівський клуб «Діошдьйор-Вашдярі Тештдякорлок Кьоре» з Мішкольца. Тренувався під керівництвом Йожефа Гутмана.
Першого серйозного успіху на змаганнях найвищого рівня серед дорослих досяг у 1988 році, коли переміг на континентальному чемпіонаті. Наступного року повторив свій успіх, перемігши у фінальній сутичці радянського борця Мнацакана Іскандаряна, який після цієї поразки перейшов до наступної вагової категорії, в якій ставав двічі чемпіоном Європи, тричі чемпіоном світу і один раз олімпійським чемпіоном.
Вперше на п'єдестал світової першості став у 1990 році, посівши тоді третє місце. Наступного року повторив цей результат на європейській першості.
1992 року на чемпіонаті Європи став другим, поступившись у фіналі французькому спортсмену Гані Ялузу. Зате на літніх Олімпійських іграх цього ж року в Барселоні став чемпіоном. У фіналі переміг Іслама Дугучієва, що представляв Об'єднану команду.
У 1994 році втретє став чемпіоном Європи, взявши реванш у француза Гані Ялуза за поразку дворічної давнини.
Наступного року взяв срібло на чемпіонаті світу, програвши у фіналі українському цигану Рустаму Аджі.
Останню медаль найвищого ґатунку здобув на континентальній першості 1996 року, здолавши у фіналі росіянина Олександра Третьякова. Але через чотири місяці на літніх Олімпійських іграх в Атланті програв два поєдинки з двох і поділив останнє місце у своїй вагові категорії з іншим невдахою того турніру. Це був останній виступ Аттіли Репки на змаганнях найвищого рівня.

## Спортивні результати

### Виступи на Олімпіадах
| Змагання                    | Збірна   | Вагова категорія | Місце  |
| --------------------------- | -------- | ---------------- | ------ |
| Літні Олімпійські ігри 1988 | Угорщина | 68 кг            | 8      |
| Літні Олімпійські ігри 1992 | Угорщина | 68 кг            | Золото |
| Літні Олімпійські ігри 1996 | Угорщина | 68 кг            | 21     |

### Виступи на Чемпіонатах світу
| Змагання                        | Збірна   | Вагова категорія | Місце  |
| ------------------------------- | -------- | ---------------- | ------ |
| Чемпіонат світу з боротьби 1987 | Угорщина | 68 кг            | 9      |
| Чемпіонат світу з боротьби 1989 | Угорщина | 68 кг            | 5      |
| Чемпіонат світу з боротьби 1990 | Угорщина | 68 кг            | Бронза |
| Чемпіонат світу з боротьби 1991 | Угорщина | 68 кг            | 11     |
| Чемпіонат світу з боротьби 1995 | Угорщина | 68 кг            | Срібло |

### Виступи на Чемпіонатах Європи
| Змагання                         | Збірна   | Вагова категорія | Місце  |
| -------------------------------- | -------- | ---------------- | ------ |
| Чемпіонат Європи з боротьби 1987 | Угорщина | 68 кг            | 6      |
| Чемпіонат Європи з боротьби 1988 | Угорщина | 68 кг            | Золото |
| Чемпіонат Європи з боротьби 1989 | Угорщина | 68 кг            | Золото |
| Чемпіонат Європи з боротьби 1990 | Угорщина | 68 кг            | 4      |
| Чемпіонат Європи з боротьби 1991 | Угорщина | 68 кг            | Бронза |
| Чемпіонат Європи з боротьби 1992 | Угорщина | 68 кг            | Срібло |
| Чемпіонат Європи з боротьби 1994 | Угорщина | 68 кг            | Золото |
| Чемпіонат Європи з боротьби 1996 | Угорщина | 68 кг            | Золото |

### Виступи на Кубках світу
| Змагання                    | Збірна   | Вагова категорія | Місце |
| --------------------------- | -------- | ---------------- | ----- |
| Кубок світу з боротьби 1986 | Угорщина | 68 кг            | 4     |

### Виступи на інших змаганнях
| Змагання                           | Збірна   | Вагова категорія | Місце  |
| ---------------------------------- | -------- | ---------------- | ------ |
| Золотий Гран-прі з боротьби 1987   | Угорщина | 68 кг            | Бронза |
| Гран-прі FILA 1987                 | Угорщина | 68 кг            | 8      |
| Гран-прі FILA 1988                 | Угорщина | 68 кг            | Золото |
| Гран-прі Німеччини з боротьби 1989 | Угорщина | 68 кг            | Бронза |
| Гран-прі Німеччини з боротьби 1990 | Угорщина | 68 кг            | Бронза |
| Золотий Гран-прі з боротьби 1992   | Угорщина | 68 кг            | Срібло |
| Гран-прі Німеччини з боротьби 1992 | Угорщина | 68 кг            | Срібло |
| Гран-прі Німеччини з боротьби 1993 | Угорщина | 74 кг            | 6      |